# 白背柳
白背柳（学名：Salix balfouriana）为杨柳科柳属的植物，为中国的特有植物。分布于中国大陆的云南等地，生长于海拔2,800米至4,000米的地区，常生长在山坡及灌丛中，目前尚未由人工引种栽培。

## 异名
- Salix dizhindanensis P. Y. Mao et H. Li